# Фробишър (тежък крайцер, 1920)
Фробишър (на английски: HMS Frobisher (81)) е тежък крайцер на Британския Кралски флот от типа „Хокинс“. Строителството му започва по времето на Първата световна война, обаче след края на войната, през 1918 г., работите продължават много бавно. Достроен е през 1924 г., след което на първо време се намира в състава на Средиземноморския флот. През 1929 г. е зачислен в състава на Атлантическия флот, където от време на време служи като флагмански кораб. През 1930 г. е изваден в резерва, а през 1932 г. е преоборудван на учебен кораб за подготовка на кадети, през 1937 г. е върнат в резерва. Две години по-късно отново влиза в строй като учебен кораб.
След началото на Втората световна война Кралския флот решава да преоборудва „Фробишър“ обратно на тежък крайцер, обаче работите се проточват, поради натовареността на корабостроителниците с по-приоритетни ремонти на другите кораби и са завършени едва в началото на 1942 г. Крайцерът е разпределен в състава на Източния флот и през следващите две години основно действа в състава на охраната на конвои. В началото на 1944 г. се връща в Англия за участие в операция „Нептун“ – морската част на десанта в Нормандия. На 6 юни оръдията на крайцера участват в бомбардировката на бреговите укрепления на немците, през август крайцерът е повреден от торпедо. По време на ремонта Кралският флот отново решава да преоборудва крайцера на учебен кораб, работите по което са завършени през 1945 г. Той служи като такъв до 1947 г., когато е заменен от друг кораб. Отписан е от флота и продаден за скрап през 1949 г.

## История на службата

### Начало на службата
Корабът е кръстен в чест на адмирал сър Мартин Фробишър – английски мореплавател и капер, един от лидерите на английския флот, който разбива, през 1587 г., испанската Непобедима армада. Това е единственият кораб в Кралския флот, носещ това име. Строителството на „Фробишър“ е поръчано през декември 1915 г., заложен е на 2 август 1916 г. в кралската корабостроителница в Девънпорт, спуснат е на вода на 20 март 1920 г., завършен е на 20 септември 1924 г. След подготовката на кораба и екипажа за служба е включен в състава на 1-ва ескадра крайцери на Средиземноморския флот. През юни 1926 г. морските пехотинци на крайцера вземат участие в ученията по стоварването на десант по море. През септември „Фробишър“ става флагмански кораб на контраадмирал Уилям Бойл, който приема командването на ескадрата. Ескадрата е временно придадена на Китайската станция малко преди това, като към 10 септември 1928 г. Бойл предава командването на контраадмирал Хенри Паркър. На 24 август участва в торпедни стрелби. През януари 1929 г. участва в ученията на флота, а през март на същата година – в съвместни учения с Атлантическия флот.
В периода 1927 – 1928 г. „Фробишър“ носи на шканците прототипи на стартов катапулт и кран за хидросамолети. За разполагането на това оборудване са свалени от шканците 76-мм зенитно оръдие. То е поставено върху платформа между комините съвместно с четвъртото 76-мм зенитно оръдие. В периода 1929 – 1930 г. крайцерът служи в състава на Атлантическия флот.
Към юни 1930 г. кърмовото оръдие на главния калибър, намиращо се на по-високата позиция, е свалено, за да се осигури място за хидросамолет, а около основата на гротмачтата е построена надстройка. По-късно, през същата година, „Фробишър“ е преведен в резерва и става флагмански кораб на вицеадмирала Командващ Резервния флот.
През 1932 г. „Фробишър“ е преоборудван на учебен кораб за подготовка на кадети. В хода на работите от шканците е демонтирано предното 191-мм оръдие, освен това, са снети две 76-мм зенитни оръдия. Към юли 1935 г. корабът получава стартов катапулт, който е поставен на мястото на сваленото през 1930 г. кърмово оръдие. През 1936 г. от кораба са свалени всичките му оръдия, поставени са, вместо тях, два надводни торпедни апарата и едно 120-мм оръдие.
През 1936 г. „Фробишър“ се връща в резерва и се намира в Девънпорт. В началото на 1939 г. е преведен в Портсмът, използвайки се като учебен кораб.

### Втора световна война
Малко преди началото на Втората световна война Кралският флот решава да преоборудва „Фробишър“ и еднотипният му „Хокинс“ (HMS Hawkins) по образец на друг от еднотипните кораби – „Ефингам“ (HMS Effingham), но с поставянето на тяхното оригинално въоръжение. Работите трябва да започнат през септември 1939 г., но поради ниския им приоритет те са започнати едва на 5 януари 1940 г.
Първоначалният план предвижда връщането на седемте 191-мм оръдия и два подводни торпедни апарата, увеличаване на броя на 102-мм зенитни оръдия до пет, поставянето на два четирицевни и два едностволн 40-мм зенитни автомата, а също така на три 20-мм зенитни оръдия. За разполагането на въоръженията се налага да се демонтира катапулта, кранът и надстройката при основата на фокмачтата. През 1941 г. планът е преразгледан на основа на бойния опит досега: на мястото на двете 191-мм оръдия, разположени побордно, са поставени по един четиристволен 40-мм автомат, един от едностволните 40-мм автомати е заменен с четири 20-мм зенитни оръдия. Към момента на края на работите, през март 1942 г., на крайцера са поставени радиолокационни станции:
- Тип 281 за ранно предупреждение за въздушни цели,
- Тип 283 за откриване на надводни цели,
- 2 станции Тип 285 за управление на стрелбата на зенитните оръдия (разположени на покривите на наново поставените прибори за управление на стрелбата на 102-мм оръдия).

Кърмата на крайцера е оборудвана с направляващи релси за пускане на дълбочинни бомби, на носа са разположени хидрофони.
След края на преоборудването крайцерът влиза в състава на 4-та ескадра крайцери на Източния флот, действайки по охраната на конвоите и големите кораби в Индийския океан.
В началото на декември 1943 г. „Фробишер“ взема на буксир френския лидер „Ле Триомфан“, който е пострадал по време на тайфун. На 19 декември корабите пристигат в Диего Суарес, Мадагаскар. През март 1944 г. „Фробишър“ се връща в Англия за подготовка за операция „Нептун“ – морската част от плана на десанта в Нормандия. По време на модернизация, започната на 5 април и завършена през май, зенитното въоръжение на крайцера е усилено с дванадесет 20-мм оръдия. Освен това, два четирицевни 40-мм автомата са заменени с две осемстволни установки от същия калибър.
На 6 юни, в деня на десанта, „Фробишър“ е придаден към Група D за артилерийска поддръжка (на английски: Gunfire Bombardment Support Force D), обстрелваща бреговите укрепления на немците в района на плажа „Суорд“. Известно е, че оръдията на крайцера стрелят по бреговата батарея при Рива-Бел близо до Уистреам и унищожават с пряко попаданием наблюдателен пункт на батареята в самия град. Скорострелността на оръдията на главния калибър на крайцера, зареждащи се на ръка, съставя, съгласно отчета, пет изстрела за минута.
През август „Фробишър“ и плаващата работилница „Албатрос“ (HMAS Albatross), намиращи се в залива Сена, са повредени от далекобойните торпеда G7e, изстреляни от немски торпедни катери.
Докато „Фробишър“ преминава ремонт в кралската корабостроителница в Чатъм, Кралският флот решава да преоборудва тежкия крайцер в учебен кораб за 150 кадета. След ремонта, завършен през септември, „Фробишър“ отплава за преоборудването в Росайт, Шотландия. След края на ремонта, през май 1945 г., въоръжението на „Фробишър“ се състои от три 191-мм оръдия, едно 152-мм оръдие, 102-мм зенитно оръдие, 11 или 13 „ерликона“ и надводен четиритръбен торпеден апарат. Към юли 1946 г. са демонтирани приборите за управление на стрелбата на 102-мм зенитни оръдия.
През 1947 г. ролята на учебен кораб взема тежкият крайцер „Девъншир“ (HMS Devonshire). На 26 март 1949 г. „Фробишър“ е продаден за скрап на компанията John Cashmore Ltd и на 11 май същата година пристига за разкомплектоване за метал в Нюпорт, Уелс.

## Коментари
1. ↑  Всички данни са приведени към момента на влизане в строй.